# Achada do Gramacho
Achada do Gramacho é um sítio povoado e pitoresco da freguesia de Santana, concelho de Santana, Ilha da Madeira.